# Delvin Ndinga
Delvin Chanel N'Dinga (Pointe-Noire, 14 de março de 1988) é um futebolista congolês. Atua na equipe turca do Sivasspor.
O apelido do jogador é Pirès, pois o meia é fã do francês Robert Pirès.

## Carreira
Ndinga representou o elenco da Seleção Congolesa de Futebol no Campeonato Africano das Nações de 2015.